# الثومية (طبق)
الثّومية من الصّلصات والمقبّلات السّوريّة، ومن ثمّ انتشرت في مطابخ العالم بأكمله، وما يميّزها أنّها لا تتطلّب مجهودا في تحضيرها. هتاك عدّة طرق للثومية منها، الثومة التقليدية، الثومية السورية بالمايونيز، الثومية السورية بالبطاطا، الثوميّة السّوريّة بالقشطة والبقدونس ،الثوميّة السوريّة بمعجون الشّطّة والثومية السورية بجبنة الدهن 

## مكوّنات الثّوميّة التّقليديّة
- 2 بياض البيض.
- كوب من الثّوم الطّازج والمقشّر.
- 2 ملعقة صغيرة ملح.
- 3 أكواب زيت نباتيّ.
- ½ كوب عصير ليمون.

- طريقة تحضيرها :
- تقطّع فصوص الثّوم إلى نصفين بشكل طوليّ، وتُزال البراعم الخضراء إن وجدت .
- يتم وضع بياض البيض في في محضرة الطعام مع 2 ملعقة صغيرة من الملح، و يخفقان معاً لمدة دقيقة حتى يتجانسا.
- يتمّ نقل فصوص الثّوم إلى محضرة الطعام، و يخفق مع البيض و الملح حتّى يصبح الثوم ناعمًا.
- تُسكب ملعقة أو ملعقتان كبيرتان من الزّيت ببطء للثّوم، ويتمّ كشط الجوانب وإعادتها للمنتصف، وإعادة عمليّة الخلط مرّةً أخرى.
- إضافة  الزّيت عند بدء تماسكه، وخلط المكونات جيدًا.
- إضافة عصير اللّيمون للمكوّنات حتّى يتجانس الزّيت وعصير اللّيمون، والاستمرار في الخلط، حوالي 15 دقيقة.
- تُنقل صلصة الثّوم إلى وعاء زجاجيّ، وتُغطّى بمنشفة ورقيّة، ويتم وضعها في الثّلاجة ليلة كاملة.

## طُرق التحضير[2]

### الثوميّة السّوريّة بالمايونيز
- خلط الملح واللّيمون المعصور واللّبن الرّائب في وعاء.
- إضافة الثّوم المدقوق والمايونيز مع الاستمرار في الخلط حتّى تتجانس المكوّنات.
- سكب صلصة الثّوميّة في طبق للتّقديم .

### الثوميّة السّوريّة بالقشطةوالبقدونس:
- تسخين الماء في قدر كبير على النّار، وتركه حتّى يغلي.
- إضافة الثّوم البودرة والثّوم المدقوق وتحريكهما، ثمّ ترك الخليط على نار هادئة لمدّة خمس دقائق.
- رفع الخليط عن النار، وإضافة البقدونس،والملح والقشطة إليه.
- إضافة النشا والفلفل الأسود، والتّحريك حتّى تتجانس المكوّنات.

### الثوميّة السّوريّة بجبنة الدّهن
- خلط جبنة الدّهن والمايونيز في وعاء.
- إضافة اللّبن الرّائب والملح، والثّوم المدقوق مع الاستمرار في الخلط حتّى تتجانس المكوّنات.

## فوائد تناول  الثّوميّة[3]
1. الثّوميّة من المقبّلات الغنيّة بالعناصر الغذائيّة المفيدة لصحّة الإنسان، مثل فيتامين ج، والبوتاسيوم، والفسفور، والحديد.
2. التّقليل من خطر الإصابة بالإنفلونزا، لاحتواء الثّوم على مادّة الأليسين المضادّة للبكتيريا والفطريات المسبّبة للأمراض الفيروسيّة.
3. تقوية الجهاز المناعيّ لاحتواء اللّيمون على نسبة عالية من فيتامين سي، الذي يحفّز الجسم على إنتاج أجسام مضادّة لمختلف أنواع العدوى، ما يقلّل من فرص الإصابة بالأمراض.

## المعلومات الغذائيّة ل100 غرام من الثّومية[4]
| السّعرات الحراريّة    | 752 سعرة حراريّة |
| إجمالي الدّهون       | 82 غرام         |
| الدّهون المشبّعة      | 16.2 غرام       |
| الصّوديوم            | 587 مليغرام     |
| إجماليّ الكربوهيدرات | 5.9 غرام        |
| الألياف الغذائيّة    | 0.4 غرام        |
| إجماليّ السّكر        | 0.5 غرام        |
| البروتين            | 1.2 غرام        |
| الكالسيوم           | 32 مليغرام      |
| البوتاسيوم          | 87 مليغرام      |